# Правителство на Жан Виденов
Правителството на Жан Виденов е осемдесет и петото правителство на Република България, назначено с Решение на 37-ото народно събрание от 25 януари 1995 г.. Управлява страната до 12 февруари 1997 г., след което е наследено от правителството Стефан Софиянски.

## Предистория
В политическото пространство непосредствено преди изборите се оформят няколко политически блока. Демократичната левица (БСП, БЗНС „Александър Стамболийски“ и ПК „Екогласност“) печели 43,5% от подадените гласове (125 мандата) срещу 24,23% (69 мандата) за СДС. За Народен съюз (БЗНС – Народен съюз и Демократическата партия) остават 13 мандата. Останалите коалиции (Демократична алтернатива за републиката и Патриотичен съюз) не успяват да прескочат 4-процентовата бариера.

## Политика
Правителството на практика спира реформите за преход към пазарна икономика и вместо това се ориентира към провеждане на „социално-ориентирана“ икономическа политика.
Неговата политика е опит за повторно въвеждане и модифицирана форма на централно планиране, с цел съживяване на държавните предприятия. Делът на контролираните от правителството цени нараства от 18,9% през 1994 до 49% през 1995 г. и до 52,4% през 1996 г., като последицата от този административен контрол е изкривяване на съотношението между търсенето и предлагането. Освен това комбинацията от контролирани цени на произведената продукция и световни цени на влаганите ресурси води до влошаване на финансовото състояние на онези държавни предприятия, чийто производствен процес се основава на внос на ресурси – те стават губещи. Но правителството не само не спира прякото им субсидиране, а оказва силен натиск върху държавните банки да ги кредитират. И не само това, министър Климент Вучев издава заповед предприятията да не плащат задълженията си към банките.
Банковата система играе важна социална роля, тъй като високите лихви дават възможност на много хора да печелят от вложенията си. Играта с лихвите обяснява и популярността на финансовите пирамиди, чието рухване е прелюдия на последвалите събития. Липсата на контрол върху търговските банки им позволява да отпускат необезпечени заеми, които длъжниците не могат (или не желаят) да върнат. Банките разчитат на рефинансиране от централната банка, но когато не го получат – фалират, а длъжниците им се превръщат в „кредитни милионери“. Резултатът е крах на доверието в банковата система (банкова криза) в началото на 1996 г., инфлация и хиперинфлация (акумулираната инфлация за 1997 г. е 310%, за първите четири месеца на 1997 г. достига до 438%).
Правителството е принудено да преразгледа програмата си и да вземе решение за закриване или приватизиране на губещите предприятия. Избухват обаче големи спорове около списъка на предприятията за ликвидация и процесът спира. Успешна е само сделката за приватизация на комбината за калцинирана сода в Девня.
Правителството успява да проведе масова приватизация, при която срещу специални бонове всеки българин може да получи дял от държавните предприятия. Тя обаче има малък ефект, тъй като самите приватизирани предприятия нямат достатъчно средства за модернизация, за да станат печеливши, и боновете се съсредоточават в приватизационните фондове, които ги изкупуват.
През 1996 г. се наблюдава и негативният феномен на „източване“ на държавни предприятия от икономически групировки, застанали на входа и на изхода им (загубите се покриват от държавата, а печалбите отиват за групировката). Правителството предлага и закон за работническо-мениджърски дружества (РМД), но не успява да го приложи. Това прави правителството на ОДС, начело с Иван Костов.
През пролетта на 1996 г. избухва и „зърнена криза“. Износът на зърно е либерализиран, но се оказва, че е изнесено повече от допустимото зърно. Хлябът започва да не достига, а правителството не се решава да използва пазарните механизми за преодоляване на кризата, тъй като това би повишило цената на хляба. Тези кризи водят в крайна сметка до икономически колапс. Зимата в края на 1996 г. е наречена „Виденова зима“ поради рязкото намаляване на хранителните продукти, повишаването на инфлацията (превърнала се в хиперинфлация в началото на 1997 г.) и фалита на множеството банки:

## Съставяне
Кабинетът, оглавен от Жан Виденов, е образуван от политически дейци на Демократична левица (БСП, БЗНС „Александър Стамболийски“ и ПК „Екогласност“) и безпартийни експерти. Разпределението на министрите е в съотношение 7:7:2:1.

### Кабинет
Сформира се от следните 17 министри и един председател:
| министерство                                                                  | име | име               | партия                         |
| ----------------------------------------------------------------------------- | --- | ----------------- | ------------------------------ |
| министър-председател                                                          |     | Жан Виденов       | БСП                            |
| заместник министър-председател, териториално развитие и строителство          |     | Дончо Конакчиев   | БСП                            |
| заместник министър-председател, икономическо развитие2                        |     | Румен Гечев       | БСП                            |
| заместник министър-председател                                                |     | Светослав Шиваров | БЗНС „Александър Стамболийски“ |
| заместник министър-председател, търговия и външноикономическо сътрудничество1 |     | Кирил Цочев       | безпартиен                     |
| земеделие и хранителна промишленост                                           |     | Васил Чичибаба    | БЗНС „Александър Стамболийски“ |
| вътрешни работи                                                               |     | Любомир Начев     | БСП                            |
| външни работи                                                                 |     | Георги Пирински   | БСП                            |
| култура                                                                       |     | Георги Костов     | БСП                            |
| финанси                                                                       |     | Димитър Костов    | безпартиен                     |
| отбрана                                                                       |     | Димитър Павлов    | безпартиен                     |
| околна среда                                                                  |     | Георги Георгиев   | ПК „Екогласност“               |
| образование, наука и технологии1                                              |     | Илчо Димитров     | БСП                            |
| промишленост                                                                  |     | Климент Вучев     | БСП                            |
| здравеопазване                                                                |     | Мими Виткова      | БСП                            |
| труд и социални грижи                                                         |     | Минчо Коралски    | безпартиен                     |
| правосъдие                                                                    |     | Младен Червеняков | БСП                            |
| транспорт                                                                     |     | Стамен Стаменов   | безпартиен                     |
| енергетика и енергийни ресурси                                                |     | Румен Овчаров     | БСП                            |

- 1: – преобразуват се на основание чл. 84, т. 7 от Конституцията на Република България следните ведомства:
  - Министерството на търговията – в Министерство на търговията и външноикономическото сътрудничество;
  - Министерството на земеделието – в Министерство на земеделието и хранителната промишленост;
  - Министерството на образованието и науката – в Министерство на образованието, науката и технологиите.
- 2: – създават се на основание чл. 84, т. 7 от Конституцията на Република България следните ведомства:
  - Министерство на икономическото развитие.

### Промени в кабинета

#### от 23 януари 1996
| министерство                                 | име | име               | партия                         |
| -------------------------------------------- | --- | ----------------- | ------------------------------ |
| търговия и външноикономическо сътрудничество |     | Атанас Папаризов  | БСП                            |
| земеделие и хранителна промишленост          |     | Светослав Шиваров | БЗНС „Александър Стамболийски“ |

#### от 10 май 1996
| министерство    | име | име            | партия |
| --------------- | --- | -------------- | ------ |
| вътрешни работи |     | Николай Добрев | БСП    |

#### от 10 юни 1996
- Създава се Министерство на енергетиката и енергийните ресурси с решение на XXXVII народно събрание от 10 юни 1996 г.

| министерство                        | име | име                 | партия |
| ----------------------------------- | --- | ------------------- | ------ |
| земеделие и хранителна промишленост |     | Кръстьо Трендафилов | БСП    |
| промишленост                        |     | Любомир Дачев       | БСП    |
| култура                             |     | Иван Маразов        | БСП    |
| енергетика и енергийни ресурси      |     | Румен Овчаров       | БСП    |

#### от 14 ноември 1996
| министерство  | име | име          | партия |
| ------------- | --- | ------------ | ------ |
| външни работи |     | Ирина Бокова | БСП    |